# 環濠都市

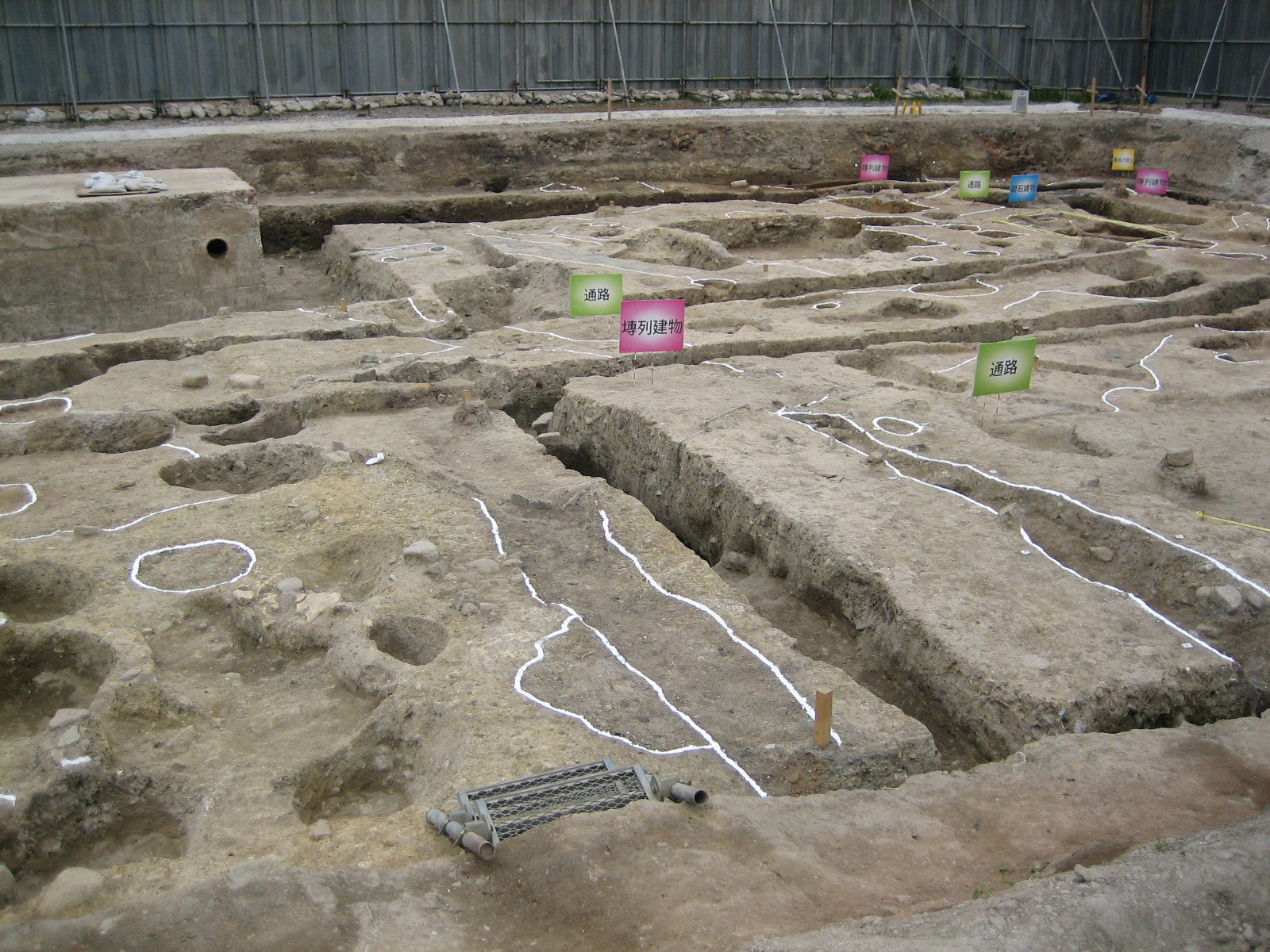
堺市の堺市立殿馬場中学校近くで発見された遺跡

環濠都市（かんごうとし）は、その周囲に堀を配した都市。

## 概要
環濠都市は、その周囲に堀を配することによって、堀を外敵からの防禦施設や排水濠として利用した都市である。
代表的なものとしては、アンコール・トム（カンボジア）や金沢、今井（奈良県）、堺（大阪府）等があげられる。

## 日本における環濠都市
日本における代表的な環濠都市としては金沢、今井（一部に環濠が残っている）、堺（堺環濠都市遺跡）、尼崎や平野郷（平野環濠都市遺跡）等を挙げることができる。
こうした都市形態は、遡って弥生時代の環濠集落にその祖を辿ることができる。

## 関連文献
- 石黒正俊; 赤松貴史; 岩崎義一「大阪平野における戦国時代の環濠自治都市に関する研究」（PDF）『関西支部研究発表会講演概要集 第4回』、日本都市計画学会関西支部、2006年。オリジナルの2021年1月10日時点におけるアーカイブ。2007年1月18日閲覧。